# سیارک ۹۴۹۸
سیارک ۹۴۹۸ (به انگلیسی: 9498 Westerbork، نامگذاری:1197T-2) نه هزار و چهارصد و نود و هشتمین سیارک کشف شده‌است که در ۲۹ سپتامبر ۱۹۷۳ کشف شد.
قدر مطلق سیارک برابر ۱۵٫۶۰ است.